# Cultura dels sepulcres de fossa
La cultura dels sepulcres de fossa es va establir a Catalunya en el Neolític més antic i hi va romandre fins a inicis del segon mil·lenni aC, no havent-hi paral·lels exactes a la resta de la península Ibèrica. Es tractà de comunitats agrícoles ramaderes. No vivien en coves sinó en assentaments de cabanes prop dels camps. Tot i que inicialment, foren vinculats a part d’una cultura d’Almeria, en l'actualitat, es creu que van venir de Suïssa on s'establí la cultura de Cortaillod i del nord d'Itàlia, on també es donà el sistema d'enterrament i alguns elements de la ceràmica com els vasos de boca quadrada. Cultures anàlogues, ocuparen el territori de l'actual estat francès, destacant-se la cultura de Chassey.
No se'n coneixen poblats o cabanes, però sí les estructures funeràries. Cada tomba tenia una fossa cavada a terra amb unes lloses que o bé cobrien només la fossa o formaven una estructura arquitectònica més complexa de caràcter megalític amb cambra, protegint els individus inhumats. Aquestes estructures formades completament per lloses són anomenades per la seva morfologia cista. N'apareixen bastants exemples a la part del Solsonès, formant un subgrup cultural. D'aquest tipus de registre funerari podem trobar documentat un o dos individus normalment, encara que en el cas del grup solsonià podem trobar reaprofitament de la mateixa cambra. Els cossos es troben col·locats dins la tomba arrupits amb els braços i les cames flexionats o d'una altra manera decubit supi. Les morfologies d'estructures funeràries i els aixovars que s'hi troben són tots molt similars. L'aixovar consisteix en ceràmiques llises sense decoració, destrals de pedra polida, puntes de fletxa de sílex, nuclis de sílex melat, ganivets, agulles d'os i collarets fets de l'anomenada callaita o variscita, segurament originària de l'explotació de les mines de Can Tintoré (Gavà, Baix Llobregat).